# Oberschweinbach
Oberschweinbach este o comună din landul Bavaria, Germania.